# 고양장항초등학교
고양장항초등학교(高陽獐項初等學校)는 경기도 고양시에 있는 공립 초등학교이다.

## 학교 연혁
- 2024년 9월 1일 : 개교